# António Ximenes da Costa
António Ximenes da Costa (* 20. August in Venilale) ist ein Politiker aus Osttimor.

## Leben
Costa studierte in Indonesien. Unter anderem besuchte er das römisch-katholische Priesterseminar auf Flores. Ersten Kontakt mit der Politik hatte er in der indonesischen christlichen Partei Partai Demokrasi Kasih Bangsa (PDKB) auf Java. Später war Costa Direktor der National Commission for Study on the Future of East Timor, einer lokalen Nichtregierungsorganisation. Außerdem war er Dozent an einer Universität in Dili (Stand: 2007).
1999 gründete Costa die christlichsoziale Partido Democrata Cristão (PDC) und wurde ihr Vorsitzender. Bei den Parlamentswahlen am 30. August 2001 wurde er in das Nationalparlament Osttimors gewählt. 2007 und 2012 scheiterte die PDC an der Drei-Prozent-Hürde.